# وست‌مینستر
وست‌مینستر (به انگلیسی: Westminster) محدوده‌ای از لندن مرکزی و شهر وست‌مینستر است. این محدوده در ساحل شمالی رودخانه تیمز و در جنوب‌غربی سیتی لندن یک کیلومتری جنوب غربی چرینگ کراس واقع شده‌است.
وست‌مینستر پرتراکم‌ترین منطقه تاریخی لندن محسوب می‌گردد که شامل کاخ باکینگهام، کلیسای وست‌مینستر، کلیسای جامع وست‌مینستر و کاخ وست‌مینستر می‌باشد.
در این منطقه مرکز حکومتی دولت پادشاهی متحد و پارلمان بریتانیا واقع شده‌اند که پارلمان بریتانیا در کاخ وست‌مینستر قرار دارد که جزو میراث جهانی یونسکو می‌باشد.
نام (انگلیسی باستان: Westmynstre) از توصیف غیررسمی کلیسای صومعه و قلمرو کلیسایی سلطنتی سنت پیتر (صومعه وست‌مینستر) در غرب سیتی لندن گرفته شده‌است (تا پیش از اصلاحات دینی در انگلستان، صومعه‌ای به نام «ایست‌مینستر» نیز در سوی دیگر سیتی لندن، در ایست اند لندن وجود داشت). خاستگاه این صومعه بین سده‌های هفتم و دهم میلادی است، اما زمانی که ادوارد معترف در سده یازدهم آن را بازسازی کرد، به شهرت ملی رسید. با گسترش کاخ کهن در کنار صومعه، وست‌مینستر از حدود سال ۱۲۰۰ محل حکومت انگلستان بوده و از سال ۱۷۰۷ محل دولت پادشاهی متحد است. در سال ۱۵۳۹، این مکان به‌عنوان یک شهر شناخته شد.
«وست‌مینستر» اغلب به‌عنوان مجاز برای اشاره به پارلمان پادشاهی متحد که در کاخ وست‌مینستر قرار دارد، به کار می‌رود.

## جغرافیا

### جغرافیای طبیعی
سیتی و آزادی وست‌مینستر و دیگر واحدهای تاریخی اداری وست‌مینستر (به‌جز سیتی وست‌مینستر امروزی که در سال ۱۹۶۵ به‌عنوان یکی از بخش‌های لندن تشکیل شد) از رود تیمز تا جاده رومی کهن از سیتی به غرب انگلستان امتداد داشتند که امروزه در این منطقه خیابان آکسفورد نامیده می‌شود.
{{{گزارمان}}}
جزیره تورنی بین شاخه‌های رود تایبرن در محل پیوستن آن به تیمز قرار داشت، در حالی که مرز غربی با چلسی را رود وستبورن (که اکنون از میان رفته) تشکیل می‌داد. مسیر این رود هنوز (با اندکی تغییر) مرز بخش امروزی با بخش سلطنتی کنزینگتون و چلسی را تشکیل می‌دهد.

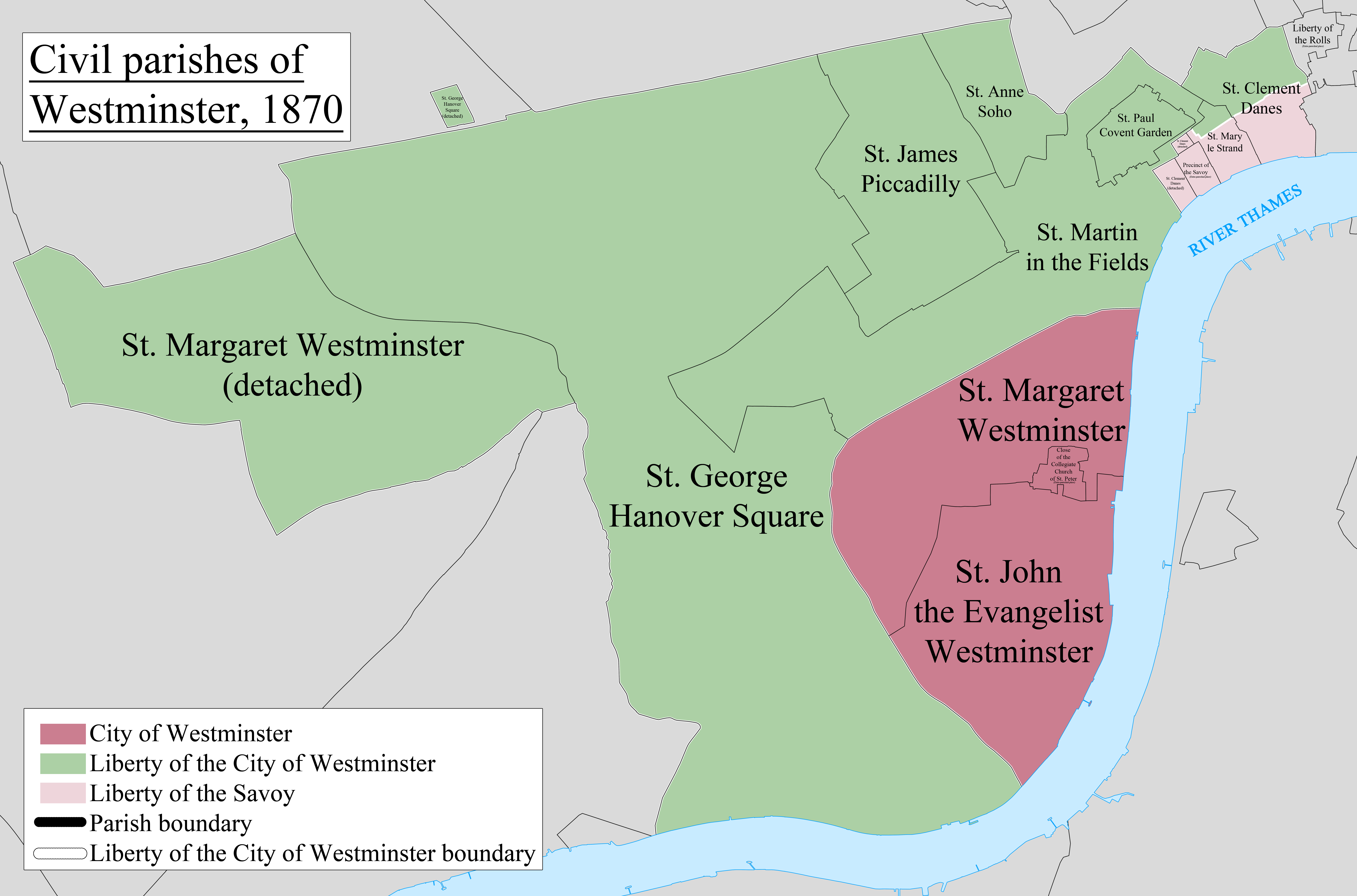
محله‌ها و مکان‌های سیتی و آزادی وست‌مینستر. بخش پایینی وستبورن بخشی از مرز غربی و خیابان آکسفورد مرز شمالی را شکل می‌دادند.

در شمال، دورتر از مصب رود، وست‌مینستر شامل زمین‌های دو سوی رود وستبورن بود، به‌ویژه نایتس‌بریج (شامل بخش‌های غربی های پارک در غرب دریاچه سرپنتاین که در اصل با سد بستن رود ایجاد شد و بیشتر باغ‌های کنزینگتون).

### محله‌ها
وست‌مینستر شامل زیربخش‌های سوهُو، سنت جیمز، می‌فر، کاونت گاردن (مشترک با کامدن همسایه)، پیملیکو، ویکتوریا، بِلگراویا و نایتس‌بریج (مشترک با کنزینگتون همسایه) است.
سیتی پیشین وست‌مینستر در سال ۱۹۶۵ با بخش‌های همسایه پدینگتون و مریلبون ادغام شد تا بخش بزرگ‌تر امروزی را تشکیل دهد. این مناطق همسایه (به‌جز بخش کوچکی از پدینگتون در قسمتی از باغ‌های کنزینگتون)، در شمال خیابان آکسفورد و ادامه غربی آن، خیابان بیزواتر، قرار دارند.

### فضاهای باز
فضاهای باز این منطقه شامل:
های پارک
باغ‌های کنزینگتون (بخشی)
پارک گرین
باغ کاخ باکینگهام
پارک سنت جیمز

## خاستگاه و اداره
توسعه این منطقه با تأسیس صومعه وست‌مینستر در مکانی که آن زمان جزیره تورنی نام داشت، آغاز شد. احتمال دارد که این مکان به دلیل وجود گذرگاه طبیعی که گمان می‌رود واتلینگ استریت را از رود تیمز عبور می‌داد، انتخاب شده باشد. منطقه گسترده‌تر به دلیل وجود این کلیسا «وست‌مینستر» نام گرفت.

### خاستگاه افسانه‌ای
بر پایه افسانه‌ای در اوایل سده هفتم، ماهیگیر محلی‌ای به نام «اِدریک» (یا «آلدریچ») غریبه‌ای با لباس‌های کهنه و بیگانه را از رود تیمز به جزیره تورنی رساند. این شخص در واقع سنت پیتر، خود یک ماهیگیر، بود که به‌گونه‌ای معجزه‌آسا برای تقدیس کلیسای تازه‌ساخته به جزیره آمده بود؛ کلیسایی که بعدها به صومعه وست‌مینستر تبدیل شد. او در زمان بعدی که اِدریک تورهایش را انداخت، با صید فراوانی به او پاداش داد. اِدریک مأمور شد که پادشاه و سنت ملیتوس، اسقف لندن را با یک ماهی سالمون و نشانه‌هایی گوناگون از انجام تقدیس، آگاه کند. هر سال در ۲۹ ژوئن، روز سنت پیتر، صنف ماهی‌فروشان لندن یک ماهی سالمون به یاد این رویداد به صومعه هدیه می‌کند.

### خاستگاه ثبت‌شده
فرمانی به تاریخ ۷۸۵ میلادی، که احتمالاً جعلی است، زمینی را به «مردمان نیازمند خدا در تورنی، در مکان هولناکی که وست‌مینستر نامیده می‌شود» واگذار می‌کند. این متن نشان می‌دهد که پیش‌تر جماعتی صومعه‌نشین وجود داشت که زندگی در مکانی بسیار دشوار را برگزیده بودند.
خاستگاه ثبت‌شده صومعه (و نه یک مکان مذهبی کم‌اهمیت‌تر) به دهه ۹۶۰ یا اوایل دهه ۹۷۰ میلادی بازمی‌گردد، زمانی که سنت دانستن و پادشاه ادگار جماعتی از راهبان بندیکتی را در این مکان مستقر کردند.
بین سال‌های ۱۰۴۲ و ۱۰۵۲، ادوارد معترف بازسازی صومعه سنت پیتر را آغاز کرد تا برای خود کلیسای تدفین سلطنتی فراهم آورد. این نخستین کلیسا در انگلستان بود که به سبک معماری رومانسک ساخته شد. ساخت‌وساز حدود سال ۱۰۶۰ به پایان رسید و در ۲۸ دسامبر ۱۰۶۵، تنها یک هفته پیش از مرگ ادوارد در ۵ ژانویه ۱۰۶۶، تقدیس شد. یک هفته بعد، او در همان کلیسا به خاک سپرده شد و نه سال بعد، همسرش ادیت نیز در کنار او دفن شد. جانشین او، هارولد دوم، احتمالاً در این صومعه تاج‌گذاری کرد، هرچند نخستین تاج‌گذاری ثبت‌شده مربوط به ویلیام فاتح در همان سال است.
تنها تصویر بازمانده از صومعه ادوارد، به همراه کاخ وست‌مینستر مجاور آن، در قالیچه بایو دیده می‌شود. برخی بخش‌های پایینی خوابگاه رهبانی، که به رواق جنوبی افزوده شده بود، هنوز در زیرزمین نورمانِ مدرسه بزرگ باقی مانده‌اند و در آن دری وجود دارد که گفته می‌شود از صومعه انگلو-ساکسون پیشین به جا مانده است. افزایش موقوفات، جماعتی را پشتیبانی کرد که از دوازده راهب در تأسیس اولیه دانستن به حداکثر حدود هشتاد راهب رسید.

### حکومت محلی

#### محله سنت مارگارت وست‌مینستر
بیشتر محله‌های وست‌مینستر به‌عنوان محله‌های فرعی محله سنت مارگارت در سیتی و آزادی وست‌مینستر، میدلسکس، شکل گرفتند. استثناها شامل سنت کلمنت دینز، سنت مری لسترند و احتمالاً چند منطقه کوچک دیگر بود.
محله کهن سنت مارگارت، پس از سال ۱۷۲۷ به محله غیرکلیسایی «سنت مارگارت و سنت جان» تبدیل شد، که دومی کلیسایی تازه برای جمعیت رو به افزایش بود. منطقه پیرامون صومعه وست‌مینستر، حریم کلیسای جامع سنت پیتر را تشکیل می‌داد که خارج از محدوده محله‌ای بود. مانند بسیاری از محله‌های بزرگ، وست‌مینستر به واحدهای کوچک‌تری به نام دهکده‌ها تقسیم شده بود که بعدها به محله‌های فرعی مستقل تبدیل شدند.
تا سال ۱۹۰۰، اداره محلی بر عهده هیئت مشترک هیئت محله‌ای سنت مارگارت و سنت جان بود (که بین سال‌های ۱۸۵۵ تا ۱۸۸۷ با نام هیئت منطقه وست‌مینستر شناخته می‌شد) و از سال ۱۸۸۳ در تالار شهر وست‌مینستر واقع در خیابان کاکستون مستقر بود.

#### سیتی و آزادی وست‌مینستر
آزادی وست‌مینستر که توسط دادگاه بورگس‌های وست‌مینستر اداره می‌شد، شامل سنت مارتین این د فیلدز و چند محله و مکان دیگر نیز بود. وست‌مینستر دارای دادگاه جنایی فصلی خود بود، هرچند دادگاه‌های فصلی میدلسکس نیز صلاحیت داشتند.

#### بخش شهری وست‌مینستر
با اصلاحات حکومت محلی در سال ۱۸۸۹، این منطقه بخشی از شهرستان لندن تازه‌تأسیس شد و در سال ۱۹۰۰ حکومت محلی آن بار دیگر اصلاح شد؛ دادگاه بورگس‌ها و هیئت‌های محله لغو و با بخش شهری وست‌مینستر جایگزین شدند. این بخش هم‌زمان عنوان شهر دریافت کرد که امکان استفاده از نام سیتی وست‌مینستر و شورای آن به‌عنوان شورای شهر وست‌مینستر را فراهم می‌کرد.
سیتی و آزادی وست‌مینستر و بخش شهری وست‌مینستر از نظر وسعت تقریباً مشابه بودند و بخش‌های جنوبی سیتی وست‌مینستر امروزی، پایین‌تر از خیابان آکسفورد و ادامه آن در های پارک پلیس، را در بر می‌گرفتند. استثنا این بود که بخشی از باغ‌های کنزینگتون در جنوب این جاده، جزو پدینگتون بود.
وست‌مینستر در سال ۱۹۶۵ با مریلبون و پدینگتون ادغام شد، اما منطقه ترکیبی همچنان عنوان سیتی وست‌مینستر را حفظ کرد.

### جایگاه سلطنتی
جزیره پیشین تورنی، محل صومعه وست‌مینستر، هسته تاریخی وست‌مینستر را شکل می‌داد. این صومعه از تاج‌گذاری پادشاهان و ملکه‌های انگلستان از زمان هارولد گادوینسون (۱۰۶۶) به بعد، به محل سنتی این مراسم بدل شد.
از حدود سال ۱۲۰۰، کاخ وست‌مینستر در نزدیکی صومعه، به اقامتگاه اصلی سلطنتی بدل شد؛ تغییری که با انتقال خزانه سلطنتی و اسناد مالی از وینچستر به وست‌مینستر همراه بود. بعدها این کاخ میزبان پارلمان انگلستان و دادگاه‌های انگلستان و ولز شد. بدین‌ترتیب، لندن دو کانون پیدا کرد: سیتی لندن (مالی/اقتصادی) و وست‌مینستر (سیاسی و فرهنگی).
پادشاهان اقامتگاه اصلی خود را به کاخ وایت‌هال (۱۵۳۰–۱۶۹۸)، سپس به کاخ سنت جیمز در ۱۶۹۸، و سرانجام از ۱۷۶۲ به کاخ باکینگهام و دیگر کاخ‌ها منتقل کردند. دادگاه‌های اصلی نیز در اواخر سده نوزدهم به دادگاه‌های سلطنتی دادگستری انتقال یافتند.

### دوران میانه و تودور
این سکونت‌گاه پیرامون کاخ و صومعه شکل گرفت و به‌عنوان منطقه‌ای خدماتی برای آن‌ها عمل می‌کرد. کلیسای جامع سنت مارگارت وست‌مینستر به جامعهٔ گسترده‌تری از بخش خدمت می‌کرد؛ از جمله خدمتکاران کاخ و صومعه، جمعیت روستایی، و افرادی که با خانه‌های اشرافی ساخته‌شده در مسیر جاده از شهر مرتبط بودند. این منطقه توسعه یافت و در دوران جرجی از طریق توسعه نواری شهری به‌وسیلهٔ استرند به شهر متصل شد.
هنری هشتم در اوایل سدهٔ شانزدهم با اصلاحات مذهبی خود، صومعه را منحل کرد و یک کلیسای جامع تأسیس نمود؛ از این رو این بخش به‌عنوان یک «شهر» شناخته شد، هرچند تنها بخشی کوچک از شهر لندن و بخش ساوت‌وارک در آن زمان بود.

در حقیقت، جایگاه کلیسای جامع و عنوان اسقفی آن تنها از سال ۱۵۳۹ تا ۱۵۵۶ دوام داشت، اما جایگاه «شهر» برای بخشی کوچک در میدلسکس باقی ماند. به این ترتیب، نخستین بار در سال ۱۵۴۵ شناخته شد که دو عضو پارلمان داشت و به‌عنوان یک حوزهٔ انتخابیه پارلمانی جدید معرفی شد، قرن‌ها پس از آن‌که شهر لندن و ساوت‌وارک حق انتخاباتی یافتند. 

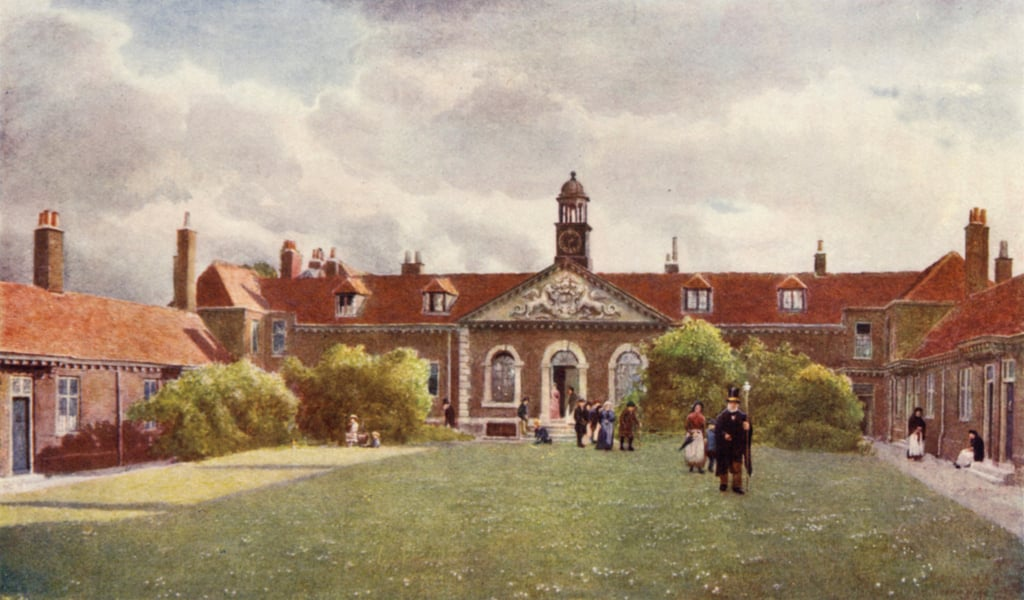
بیمارستان امانوئل، وست‌مینستر، ۱۸۹۰ اثر فیلیپ نورمن

 شهر رو‌به‌رشد الیزابتی یک کلان‌سردار ( رئیس پاسبان‌ها)، ضابط، منشی شهر، و مسئول نگهداری از برکه‌ها داشت.

### شکاف ویکتوریایی

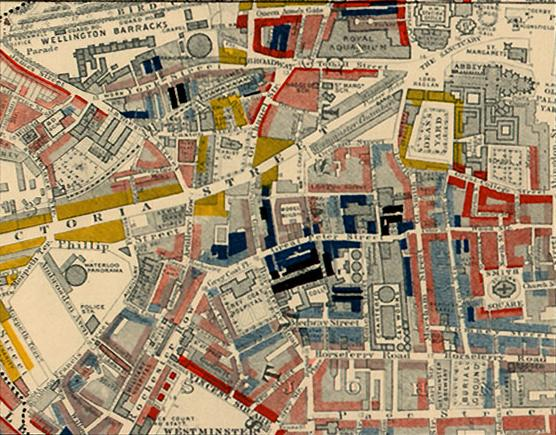
بخشی از نقشهٔ فقر بوث که وست‌مینستر در سال ۱۸۸۹ را نشان می‌دهد. رنگ خیابان‌ها نمایانگر طبقهٔ اقتصادی ساکنان است: زرد («طبقات بالای متوسط و بالا، ثروتمند»)، قرمز («طبقهٔ متوسط پایین – طبقهٔ متوسط مرفه»)، صورتی («درآمد معمولی خوب و نسبتاً راحت»)، آبی («درآمدهای متناوب یا موقتی»)، و سیاه («طبقهٔ پایین شامل کارگران موقت، فروشندگان خیابانی، پرسه‌زن‌ها، مجرمان و نیمه‌مجرمان»). بوث خیابان ویکتوریا را، با مغازه‌ها و آپارتمان‌های جدیدش، زرد رنگ کرده بود. خانه‌های الگویی که بنیاد پیبادی در خیابان‌های فرعی مجاور خیابان ویکتوریا ساخته بود، به رنگ صورتی و خاکستری دیده می‌شوند که نشانهٔ آبرومندی متوسط بود، در حالی‌که خیابان‌های سیاه و آبی نشان‌دهندهٔ مناطق زاغه‌نشین باقی‌مانده برای فقیرترین ساکنان بودند.

نقشهٔ فقر بوث که وست‌مینستر را در سال ۱۸۸۹ نشان می‌دهد، همهٔ طیف‌های درآمد و سرمایه را که در خیابان‌های مجاور زندگی می‌کردند ثبت کرده بود؛ بخش غربی مرکزی آن تا سال ۱۸۵۰ به «محلهٔ شیطان» در کانال سیلابی جنوبی رود تایبورن بدل شده بود، با این حال خیابان ویکتوریا و دیگر خیابان‌ها و میدان‌های کوچک، بالاترین رنگ طبقهٔ اجتماعی در لندن، یعنی زرد/طلایی را داشتند. وست‌مینستر با پاک‌سازی این زاغه و بهبود زه‌کشی از فقر شدید رهایی یافت، اما همچنان تفاوت‌های آشکار مالکیت املاک در مرکز لندن در اینجا وجود دارد که با پروژه‌های مجلل قرن بیست‌ویکمی، اوج‌های معماری بنای فهرست‌شده و ساختمان‌های مسکن اجتماعی (عمدتاً غیردولتی) متعلق به بنیاد پیبادی که به‌وسیلهٔ نیکوکار جورج پیبادی بنیان‌گذاری شد، نمایان است.

## کاربردهای گسترده‌تر نام
با توجه به نقش محوری وست‌مینستر در زندگی عمومی انگلیس و بریتانیا طی قرن‌ها، نام «وست‌مینستر» به‌طور غیررسمی به‌عنوان کنایه برای پارلمان بریتانیا و جامعهٔ سیاسی پادشاهی متحده به کار می‌رود. (همچنین خدمت کشوری با نام زیرمحلهٔ شمالی که در آن مستقر است، یعنی «وایت‌هال»، شناخته می‌شود.) بنابراین، «وست‌مینستر» همچنین برای اشاره به سامانه وست‌مینستر، الگوی پارلمانی حکومت دموکراتیکی که در بریتانیا شکل گرفته و در کشورهای دیگر، به‌ویژه در کشورهای همسود و سایر بخش‌های امپراتوری بریتانیا که آن را پذیرفته‌اند، استفاده می‌شود.
اصطلاح «روستای وست‌مینستر» که گاهی در زمینهٔ سیاست بریتانیا به کار می‌رود، اصلاً به یک منطقهٔ جغرافیایی اشاره ندارد؛ این اصطلاح، به‌ویژه در عبارت «شایعات روستای وست‌مینستر»، به یک حلقهٔ اجتماعی محدود از اعضای پارلمان، روزنامه‌نگاران سیاسی، مدیر افکار عمومی و دیگر افرادی که با رویدادهای کاخ وست‌مینستر و وزارت‌خانه‌های دولتی مرتبط‌اند، اشاره می‌کند.

## اقتصاد
این منطقه جمعیت مسکونی قابل‌توجهی دارد. تا سدهٔ بیستم، وست‌مینستر شاهد افزایش تعداد آپارتمان‌های مسکونی با ساکنان ثروتمند بود. هتل‌ها، خانه‌های بزرگ ویکتوریایی و پادگان‌ها در نزدیکی کاخ باکینگهام وجود دارند.

### کمیسیون‌های عالی
وست‌مینستر میزبان کمیسیون‌های عالی بسیاری از کشورهای همسود است:
استرالیا
باهاما
برونئی
کانادا
قبرس
اسواتینی
غنا
هند
لسوتو
مالزی
نیوزیلند
نیجریه
پاکستان
پاپوآ گینه نو
سیشل
سنگاپور
آفریقای جنوبی
ترینیداد و توباگو

### آموزش
در این منطقه مدرسه وست‌مینستر، یکی از مدرسه‌های عمومی مهم که از صومعه نشأت گرفته، و دانشگاه وست‌مینستر با بیش از ۲۰٬۰۰۰ دانشجو واقع شده‌اند.

## افراد سرشناس
فین ازاز (زادهٔ ۲۰۰۰)، فوتبالیست
اندی بری (زادهٔ ۱۹۸۱)، کریکت‌باز
آرتور بارنبی (۱۸۸۱–۱۹۳۷)، کریکت‌باز دسته‌اول و افسر نیروی دریایی سلطنتی/خدمات هوایی نیروی دریایی سلطنتی
ریچارد کولی (۱۸۳۳–۱۹۰۲)، کریکت‌باز دسته‌اول و افسر ارتش بریتانیا
جفری کوک (۱۸۹۷–۱۹۸۰)، کریکت‌باز دسته‌اول و افسر ارتش بریتانیا
جان فولر (۱۸۳۴–۱۸۹۳)، کریکت‌باز دسته‌اول، کشیش و الهی‌دان
اوا گاردنر (۲۴ دسامبر ۱۹۲۲ – ۲۵ ژانویه ۱۹۹۰)، بازیگر و خواننده آمریکایی
هادی غندور (زادهٔ ۲۰۰۰)، فوتبالیست
تاتیانا همبرو (زادهٔ ۱۹۸۹)، نویسنده و سردبیر مد
تام هیدلستون (زادهٔ ۱۹۸۱)، بازیگر برندهٔ گلدن گلوب
استفانی لئونیداس (زادهٔ ۱۹۸۲)، بازیگر
آلیس لیدل (۱۸۵۲–۱۹۳۴)، الهام‌بخش آلیس در سرزمین عجایب
ادوارد لو (۱۶۹۰–۱۷۲۴)، دزد دریایی در اواخر دوران طلایی دزدی دریایی
ادی ردمین (زادهٔ ۱۹۸۲)، بازیگر برندهٔ اسکار
کوئینتین تویس (۱۸۳۵–۱۹۰۰)، کریکت‌باز دسته‌اول و بازیگر صحنه
مری ووفینگتون (۱۷۲۹–۱۸۱۱)، شخصیت اجتماعی